# Cal Garrofa
Cal Garrofa és una obra del municipi de Sant Boi de Llobregat (Baix Llobregat) inclosa en l'Inventari del Patrimoni Arquitectònic de Catalunya.

## Descripció
Es tracta d'una casa senyorial d'estil modernista amb tots els trets i materials propis del moment. Construïda amb maó arrebossat té les finestres remarcades amb pedra artificial i amb ornamentacions de tipus floral. Sobre la porta principal hi ha, a manera de glorieta, una tribuna amb vidres plomats, dels quals en falten sis en total i que fa per la seva part superior les funcions de terrassa, tot decorat amb motius florals i amb una barana de forja a joc flanquejada per pilastres amb florons. El terrat és de rajola amb balustre de terra cuita. Les finestres dels dos pisos conserven també els seus vidres de colors originals. La tanca de l'entrada del jardí és posterior a la construcció de la casa.

## Història
Quan el 1875 s'oficialitza el primer Eixample amb l'obertura de la Rambla de Rafael Casanova, es van donar gran quantitat de permisos per a reformar o construir cases de nova planta. Això pel que fa als carrers que ja estaven urbanitzats d'antuvi. Al voltant del nucli urbà, a la part més nova i que es convertiria en els carrers Pi i Margall, Lluís Castells entre d'altres, van proliferar les cases senyorials amb jardí al davant i en alguns casos al darrere. Entre elles es pot esmentar, com les primeres en cronologia Can Castells i Cal Rovelló i ja una mica més endavant Can Jordana i la que ens ocupa, que és un dels exemples de modernisme més clars de la ciutat.